# Ганлін

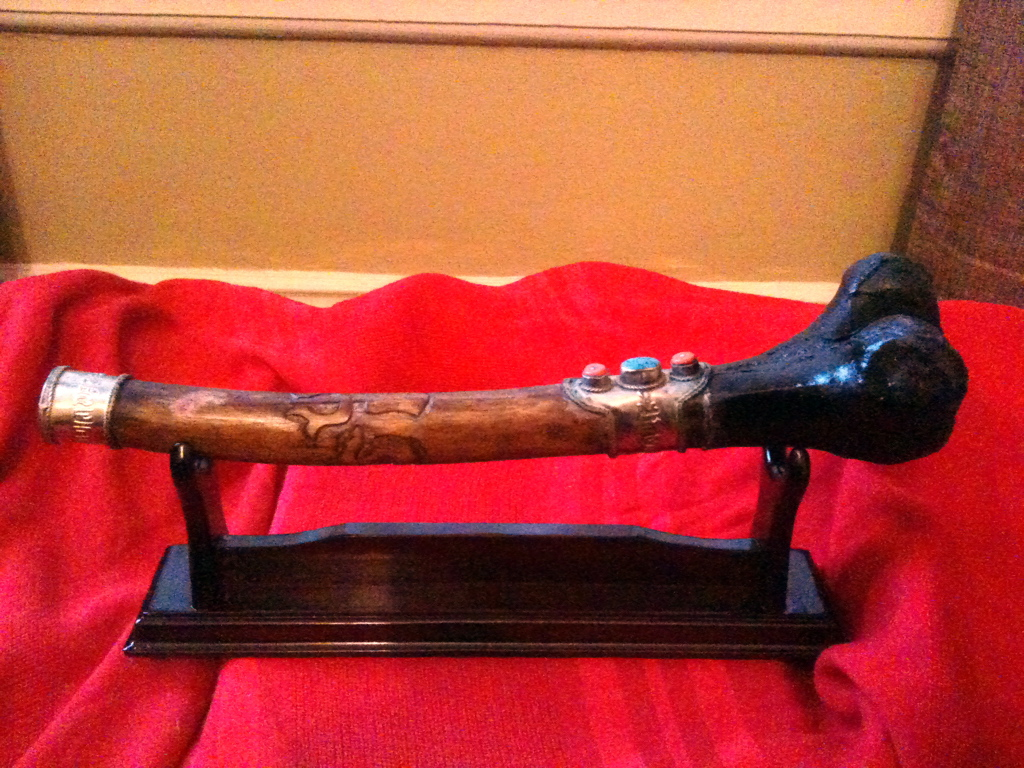
Духовий музичний інструмент Ганлін

Ганлін (в іншому варіанті української транскрипції: канглінг, тиб. རྐང་གླིང།རྐང་གླིང།, транслітерація Вайлі: rkang-gling) — ритуальна тибетська флейта. Виготовлявся зазвичай з стегнової чи великогомілкової кістки людини, яка часто оговтується в метал; або (рідше) повністю з металу. Назва складена зі слів «стегнова кістка» і «флейта». Ганлін використовується при здійсненні обряду
чод разом з барабаном, виготовленим з двох черепів.
Вважалося, що найпридатніші для виготовлення ганліна кістки, в порядку від кращих до гірших: дівчаток-підлітків з
брахманських сімей; хлопчиків підліткового віку того ж походження; злочинців; людей, які померли насильницькою смертю; загиблих від інфекційної хвороби. У кістки зрізають верх, з тонкого кінця на ній роблять мундштук, з товстого висвердлюють два отвори. Вважається, що ганліни з кісток не підходять для найвисокопоставленіших лам, які грають на металевих.
Зазвичай ганліни грають па́рами. Звук ганліна, за легендою, відлякує злих духів і догоджає гнівливим богам. Стандартної музичної нотації для ганліна немає, в ритуальних текстах його гру зображують звуконаслідуванням kyu-ru-ru.